# Eva-Maria Zurhorst
Eva-Maria Zurhorst (* 16. Februar 1962 in Wipperfürth) ist eine deutsche Autorin, Vortragsrednerin und Beziehungsberaterin.
Sie arbeitet mit ihrem Mann Wolfram Zurhorst. Ihre Bücher wurden weltweit über eine Million Mal verkauft. Ihr Selbsthilfebuch „Liebe dich selbst und es ist egal, wen du heiratest“, das 2004 erschien, stand vier Jahre ununterbrochen auf Der-Spiegel-Bestsellerliste und wurde in weitere 18 Sprachen übersetzt.

## Leben
Nach ihrem Abitur absolvierte sie ein Volontariat beim Remscheider General-Anzeiger. Während ihres Studiums in Geschichte, Politik und Spanisch arbeitete sie als Journalistin und Reporterin für den Westdeutschen Rundfunk (WDR) und die Deutsche Presse-Agentur. Es folgten psychotherapeutische Ausbildungen und die Eröffnung einer Coaching- und Beratungspraxis. Zusammen mit ihrem Mann Wolfram Zurhorst arbeitet sie als Beziehungscoach und Vortragsrednerin. Zurhorst hat eine Tochter und wohnt mit ihrem Mann in Wachtberg und in Bad Wiessee am Tegernsee.

## Werke

### Als Alleinautorin
- Liebe dich selbst und es ist egal, wen du heiratest. Goldmann, München 2004–2009, ISBN 978-3-442-21903-2.
- Liebe dich selbst auch wenn du deinen Job verlierst. Arkana, München 2009, ISBN 978-3-442-33861-0.
- Beziehungsglück. Wie „Liebe dich selbst“ im Alltag funktioniert. Gräfe und Unzer 2010, ISBN 978-3-8338-1907-0.
- ida – Die Lösung liegt in dir. Arkana, München 2011, ISBN 978-3-442-34109-2.
- Soulsex: Die Körperliche Liebe neu entdecken Arkana, München 2014, ISBN 978-3-442-34163-4.
- Liebe kann alles: Wie du mit deiner weiblichen Kraft zur Schöpferin deines Lebens wirst – Das Transformationsprogramm Arkana November 2019, ISBN 978-3-442-34730-8.

### Als Mitautorin
- Mit Wolfram Zurhorst: Liebe dich selbst und freue dich auf die nächste Krise. Das Praxisbuch zu „Liebe dich selbst und es ist egal, wen du heiratest“. Goldmann, München 2011, ISBN 978-3-442-21969-8.
- Mit Wolfram Zurhorst: Liebe dich selbst und entdecke, was dich stark macht. Der Königsweg aus Burn-out und Beziehungsstress. Goldmann, München 2012, ISBN 978-3-442-22022-9.

### Audio
- Mit Wolfram Zurhorst: Liebe dich selbst. Sich selbst annehmen und dadurch die Liebe zu anderen entdecken. Arkana HC, München 2007, ISBN 978-3-442-33926-6.
- Liebe dich selbst – LIVE. Arkana, München 2009, ISBN 978-3-442-33941-9.
- Mit Wolfram Zurhorst und Jo Kern (Erzähler): You! Endlich glücklich. Wie Beziehungsglück im Alltag funktioniert. You Life Productions 2012.
- Mit Wolfram Zurhorst und Jo Kern (Erzähler): You! Endlich glücklich. Wie Sie Burnout, Pleite und Jobverlust als Chance für neuen Erfolg und eine erfüllende Partnerschaft nutzen. You Life Productions 2012.
- Ida – die Lösung liegt in dir. Meditationen und Übungen. Arkana, München 2013, ISBN 978-3-442-33976-1.
- Soulsex: Die körperliche Liebe neu entdecken Arkana, München 2014, ISBN 978-3-442-33988-4.
- Liebe kann alles: Wie du mit deiner weiblichen Kraft zur Schöpferin deines Lebens wirst – Das Transformationsprogramm Arkana November 2019.